# 中華民国副総統
中華民国副総統（ちゅうかみんこくふくそうとう、繁: 中華民國副總統、英: Vice President of the Republic of China）は、中華民国の国家元首である中華民国総統を補佐する役職であり、各国の副大統領に相当する。

## 選出
直接選挙（中華民国総統選挙）において、総統候補とペアで立候補し、有権者の直接選挙によって選出される。任期は4年間で、再選は1回まで可能。国民党も民進党も、党内選挙で選出された総統候補が自ら副総統候補を指名している。何らかの理由で総統が欠位となった場合には副総統が総統に昇格し、その任期満了まで任を継ぐ（憲法49条）。過去、副総統から総統への昇格は、蔣介石総統の辞任時（李宗仁が代行で事実上昇格）、蔣介石総統の死去時（厳家淦副総統が昇格）、蔣経国総統の死去時（李登輝副総統が昇格）の3回ある。なお、罷免・弾劾の要件は、総統と同じである。

## 立候補
中華民国総統選挙選挙権は20歳以上の自由地区（台湾地区）に6ヶ月以上在住する中華民国国民。在外住民にも選挙権が有する。被選挙権は自由地区に6か月以上在住し、中華民国国民として15年以上経過した者で40歳を超えた時に被選挙人として登録される。
ただし、中華民国国籍を回復または帰化した者、大陸地区（中華人民共和国）あるいは香港、マカオから台湾に移住した国民は被選挙人として登録できない。
立候補にあたって政党（直近の国政選挙で5％以上の得票）からの推薦を得るか、複数の政党による推薦（推薦政党の直近国政選挙の得票数合計が5%以上）が必要である。無所属で立候補する場合は、直近の立法院選挙有権者1.5%の署名が必要。

## 歴代副総統
中華民国憲法施行後の1948年以降の副総統は以下の通り。
- 青：中国国民党、緑：民主進歩党| 中華民国政治関連項目                                                                                                      |        |
| 中華民国の政治 中華民国憲法 中華民国憲法増修条文 中華民国政府                                                             |        |
| \| 総統 \| 頼清徳 \| \| 副総統 \| 蕭美琴 \| 中華民国総統府 中華民国総統選挙 中華民国立法委員選挙 中華民国立法委員選挙区   |        |
| 行政院 • 立法院 司法院 • 監察院 考試院                                                                                    |        |
| 国民大会（-2005年） |        |
| 最高法院 |        |
| 政党制度・政党一覧 |        |
| 与党（少数与党） 民主進歩党 （立51 県市長5） 立法委員を有する野党 中国国民党 （立52 県市長14） 台湾民衆党 （立8 県市長1） |        |
| 台湾問題・中台関係 |        |
| 台湾独立運動 中国統一 担当機関：大陸委員会                                                                                |        |
| その他台湾関係記事 |        |
| 文化 - 経済 - 地理 政治 - 教育 - 軍事 人口 - 言語 - 交通 歴史                                                             |        |
| 中華民国関係記事 |        |
| 中華文化 中国の歴史 |        |
| 総統 | 頼清徳 |
| 副総統 | 蕭美琴 |

| 代 | 代 | 期                            | 副総統の氏名                             | 副総統の氏名                             | 在任期間                                 | 所属政党                                 | 総統   |
| -- | -- | ----------------------------- | ---------------------------------------- | ---------------------------------------- | ---------------------------------------- | ---------------------------------------- | ------ |
|    | 1  | 1                             | 李宗仁                                   |                                          | 1948年5月20日 - 1954年3月10日            | 中国国民党                               | 蔣介石 |
|    | － | －                            | 不在期間（1954年3月11日～1954年5月20日） | 不在期間（1954年3月11日～1954年5月20日） | 不在期間（1954年3月11日～1954年5月20日） | 不在期間（1954年3月11日～1954年5月20日） | 蔣介石 |
|    | 2  | 2                             | 陳誠                                     |                                          | 1954年5月20日 - 1960年5月20日            | 中国国民党                               | 蔣介石 |
| 3  | 2  | 1960年5月20日 - 1965年3月5日  | 陳誠                                     |                                          |                                          | 中国国民党                               | 蔣介石 |
|    | － | －                            | 不在期間（1965年3月6日～1966年5月20日）  | 不在期間（1965年3月6日～1966年5月20日）  | 不在期間（1965年3月6日～1966年5月20日）  | 不在期間（1965年3月6日～1966年5月20日）  | 蔣介石 |
|    | 3  | 4                             | 厳家淦                                   |                                          | 1966年5月20日 - 1972年5月20日            | 中国国民党                               | 蔣介石 |
| 5  | 3  | 1972年5月20日 - 1975年4月5日  | 厳家淦                                   |                                          |                                          | 中国国民党                               | 蔣介石 |
|    | － | －                            | 不在期間（1975年4月6日～1978年5月20日）  | 不在期間（1975年4月6日～1978年5月20日）  | 不在期間（1975年4月6日～1978年5月20日）  | 不在期間（1975年4月6日～1978年5月20日）  | 厳家淦 |
|    | 4  | 6                             | 謝東閔                                   |                                          | 1978年5月20日 - 1984年5月20日            | 中国国民党                               | 蔣経国 |
|    | 5  | 7                             | 李登輝                                   |                                          | 1984年5月20日 - 1988年1月13日            | 中国国民党                               | 蔣経国 |
|    | － | －                            | 不在期間（1988年1月13日～1990年5月20日） | 不在期間（1988年1月13日～1990年5月20日） | 不在期間（1988年1月13日～1990年5月20日） | 不在期間（1988年1月13日～1990年5月20日） | 李登輝 |
|    | 6  | 8                             | 李元簇                                   |                                          | 1990年5月20日 - 1996年5月20日            | 中国国民党                               | 李登輝 |
|    | 7  | 9                             | 連戦                                     |                                          | 1996年5月20日 - 2000年5月20日            | 中国国民党                               | 李登輝 |
|    | 8  | 10                            | 呂秀蓮                                   |                                          | 2000年5月20日 - 2004年5月20日            | 民主進歩党                               | 陳水扁 |
| 11 | 8  | 2004年5月20日 - 2008年5月20日 | 呂秀蓮                                   |                                          |                                          | 民主進歩党                               | 陳水扁 |
|    | 9  | 12                            | 蕭万長                                   |                                          | 2008年5月20日 - 2012年5月20日            | 中国国民党                               | 馬英九 |
|    | 10 | 13                            | 呉敦義                                   |                                          | 2012年5月20日 - 2016年5月20日            | 中国国民党                               | 馬英九 |
|    | 11 | 14                            | 陳建仁                                   |                                          | 2016年5月20日 - 2020年5月20日            | 無所属                                   | 蔡英文 |
|    | 12 | 15                            | 頼清徳                                   |                                          | 2020年5月20日 - 2024年5月20日            | 民主進歩党                               | 蔡英文 |
|    | 13 | 16                            | 蕭美琴                                   |                                          | 2024年5月20日 - 現職                     | 民主進歩党                               | 頼清徳 |